# 焦徳裕
焦 徳裕（しょう とくゆう、1220年 - 1288年）は、モンゴル帝国に仕えた漢人の一人。字は寛父。

## 概要
焦徳裕の遠祖の焦賛は北宋の丞相の富弼に従って瓦橋関に移住し、以後その子孫は雄州に住まうようになったという。焦徳裕の父の焦用は金朝に仕えて百夫長・謀克・束鹿令・千夫長と昇進してきた人物で、チンギス・カンが金朝への侵攻を始めた際には雄州の北門を守っていた。雄州城は南門が開城したことで陥落したが、焦用のみは北門で抗戦を続けた末に捕らえられた。しかしチンギス・カンは焦用の勇壮さをかえって気に入り、これを許して金朝時代と同様に千夫長の地位を授けた。その後、モンゴル軍の山東地方計略に従い、モンゴルと金朝の間に一時和議が結ばれた際には王檝とともに内モンゴル草原に移動し、その間に捕虜百数十人を解放したという。焦用が62歳にして亡くなった後、息子の焦徳裕が後を継いだ。
焦徳裕は騎射を得意とすると同時に『春秋左氏伝』に通じるなど文武両道の人物で、母の兄弟の解昌の軍に加わっていた。正大2年（1225年）に一度モンゴルに降った武仙が史天倪を殺して背くと、史天沢らの攻撃によって武仙自身は敗走したが、その残党の趙貴・王顕・斉福らが残って太行山一帯を荒らしまわっていた。オゴデイが弁舌でもって趙貴・王顕・斉福らを降らせる者を求めた所、楊惟中が焦徳裕を推薦したため、真定に派遣された焦徳裕は斉福を投降させることに成功した。趙貴は捕らえられ、逃れようとした王顕も追跡されて射殺されたため、ここに真定一帯は平定された。
中統3年（1262年）、李璮の叛乱が平定されると、クビライは焦徳裕を李璮の本拠であった益都に派遣した。中統4年（1263年）には金符を下賜されて閬蓬等処都元帥府参議とされた。至元元年（1264年）、南宋の夏貴が宣撫使の張庭瑞を虎嘯山に包囲し、夏貴は虎嘯山の水源を抑えて張庭瑞軍を追い詰めたため、援軍として焦徳裕が派遣された。焦徳裕は配下の兵卒に一人あたり3つもの松明を持たせ、実態以上に兵数を多く見せかけた上で夜襲を行い、これに呼応して張庭瑞も城内を攻撃したことにより南宋軍を敗走させることに成功した（虎嘯山の戦い）。この功績により京畿漕運使に昇格となっている。
至元6年（1269年）には僉陝西道提刑按察司事に任命され、更に至元8年（1271年）には西夏中興道按察副使に転じた。至元11年（1274年）よりバヤンを総司令とする南宋侵攻が始まるとこれに加わり、僉行中書省事の地位を授けられた。鎮江に至った時、焦山寺の僧が民衆をモンゴルへの叛乱に煽ったとして丞相のアジュが虐殺を行おうとしており、焦徳裕はこれを諫めてやめさせたという。南宋が平定された後、アフマド・ファナーカティーはバヤンを引きずり下ろして焦徳裕を中書参政にしようとしたが、焦徳裕は中書参政への就任を自体したという。
至元14年（1277年）には淮東宣慰使に改められた。この頃、淮西では賊が司空山を占領しており、元帥の帖哥邏はこれを受けて現地の郡守の許定国ら四人を捕らえてしまったため、焦徳裕は帖哥邏に郡守の処罰をやめさせた。その後福建行省参知政事に任命されたが、至元25年（1288年）に69歳にして亡くなった。息子には余姚州知州となった焦簡と、信州治中となった焦潔がいる。